# Remelana mudra
Remelana mudra är en fjärilsart som beskrevs av Hans Fruhstorfer 1907. Remelana mudra ingår i släktet Remelana och familjen juvelvingar. Inga underarter finns listade.